# Simon Kochen
Simon Bernhard Kochen (Anversa, 14 agosto 1934) è un matematico canadese, conosciuto per i suoi contributi in teoria dei modelli, teoria dei numeri e meccanica quantistica. Nel 1967 ha ricevuto il premio Cole, insieme a James Ax, per una serie di tre articoli riguardanti le equazioni diofantee.